# Theresa Knorr

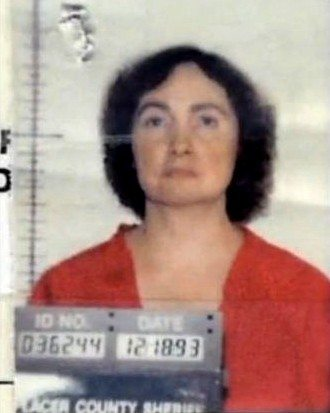
Fotografia de ficha policial de Theresa Knorr em 1993

Theresa Knorr (14 de março de 1946) é criminosa americana condenada por torturar e matar dois de seus filhos, enquanto usava os outros para encobertar seus crimes.

## Os Crimes
Theresa torturou os filhos por anos, queimando-os com cigarro e os espancando, mas tinha ódio em, especial das filhas Suesan e Sheila. Em 1984, numa discussão com a filha Suesan, acaba dando-lhe um tiro de pistola no peito, a garota sobrevive, e a própria Theresa tira a bala do peito, mas logo infecciona, e ela diz aos filhos que a menina está possuída pelo satanás, e por isso o corpo dela está infeccionado, e explica que o único modo de expulsá-lo é tacando fogo na garota, então Theresa despeja gasolina  em Suesan, e queima-a viva. Mais tarde, em 1985, torturou e matou Sheila, deixando-a trancada em um armário por dias, até que esta morresse de desidratação. Seu corpo foi embalado numa caixa e jogado ao lado de uma estrada. Foi presa em 1993, junto com seu filho Terry, este por sua vez condenado por ter escondido os crimes da mãe. Os crimes de Theresa foram inspiração para a faixa In the Land do álbum Natural Born Losers da cantora canadense Nicole Dollanganger.

## Condenação
A mulher foi condenada a prisão perpétua, e pode ter liberdade condicional em 2027.